# John Wilkes Booth
John Wilkes Booth, född 10 maj 1838 i Bel Air, Maryland, död 26 april 1865 i Port Royal, Virginia, var en amerikansk skådespelare som är mest ihågkommen för att år 1865 ha mördat USA:s president Abraham Lincoln.

## Bakgrund och uppväxt
John Wilkes Booth var son till Junius Brutus Booth och bror till Edwin Booth. Wilkes var ivrig anhängare av söderns sak och gjorde tillsammans med en likasinnad upp en plan att röva bort Abraham Lincoln. Planen övergavs senare men då ett tillfälle yppade sig för Booth då Lincoln besökte den teater där han spelade, beslöt han att mörda honom.

## Presidentmordet
Booth sköt USA:s president Abraham Lincoln på Fordteatern i Washington D.C. den 14 april 1865, varvid han utropade delstaten Virginias motto "Sic semper tyrannis!" ("Så må det alltid gå tyrannerna!"), vars citat härstammar från Marcus Junius Brutus vid mordet på Julius Caesar. Presidenten avled dagen efter.

### Flykten

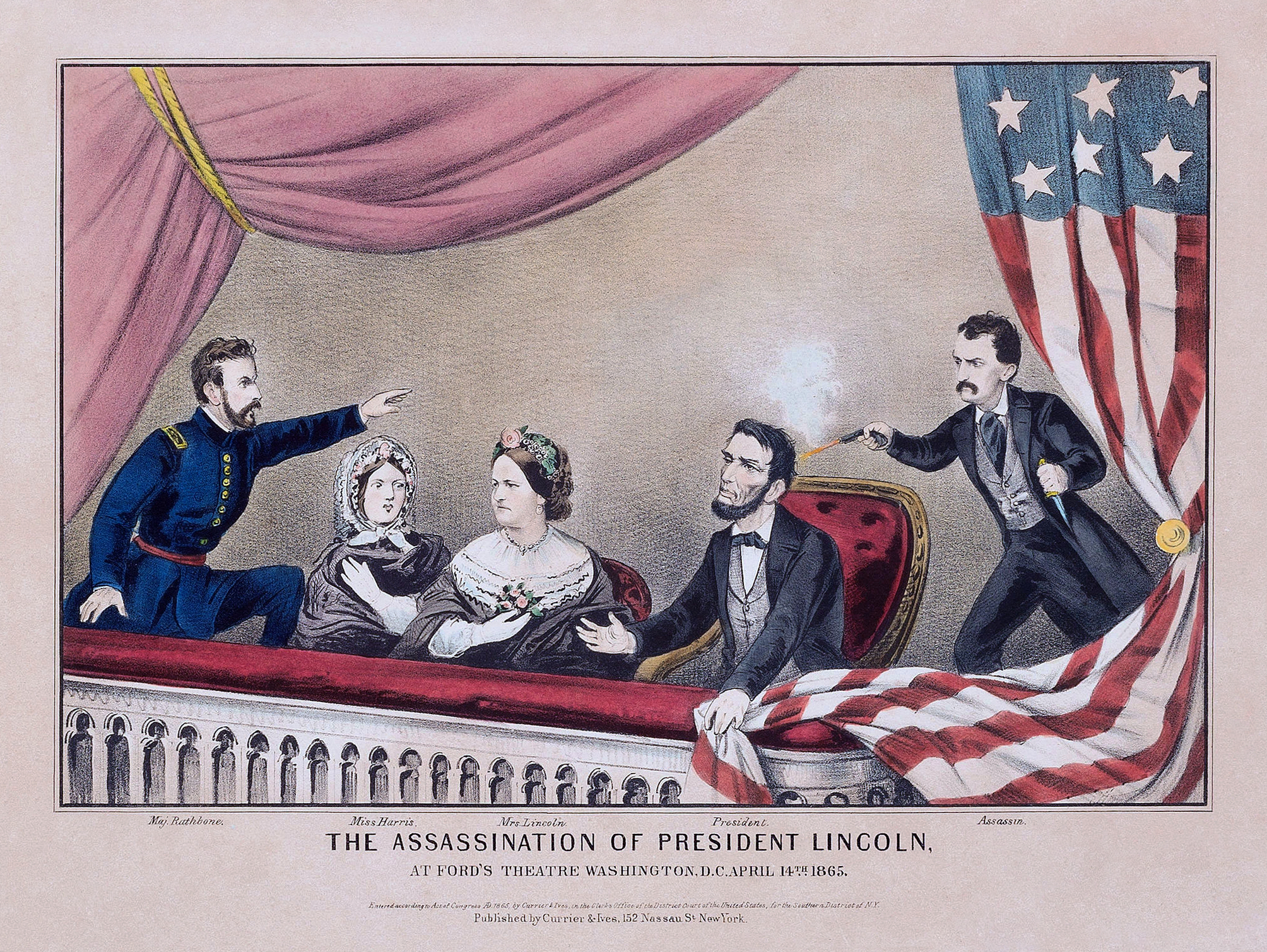
Mordet på Abraham Lincoln.

Själv hade Booth lyckats fly från teatern men påstods ha skadat benet i landningen efter hoppet från balkongen där Lincoln sköts. Det har hävdats att han tagit sig till en bekant som kunde ta hand om hans skadade ben. Denna historieskrivning har dock ifrågasatts av senare forskning. 12 dagar senare, strax innan unionspatrullen kom dit, begav han sig av därifrån men hanns inom kort upp av Boston Corbett i ett tobaksmagasin tillsammans med en kamrat. Corbetts anhang tände eld på magasinet för att få ut dem. Kamraten gav sig men inte Booth.

### Slutet
Corbett saknade, liksom de andra i patrullen, tillåtelse att skjuta om han såg Booth. Ändå gick Corbett runt ladan och sköt när han såg Booths silhuett genom ett hål i den brinnande väggen. Skottet träffade Booth i nacken och han kunde bäras ut ur ladan, dödligt sårad. Han dog innan han hann ställas inför rätta. John Wilkes Booth begravdes till slut flera år senare, den 26 juni 1869, i en grav på Green Mount Cemetery i Baltimore. Under rättegången gjordes gällande att Booth skulle ha handlat i samförstånd med politikern Jefferson Davis. Senare visade sig dock vittnesmålen i den riktningen vara falska.